# Dennettia
Dennettia là chi thực vật có hoa trong họ Annonaceae.